# Општина Секарија (Прахова)
Секарија (рум. Secăria) општина је у Румунији у округу Прахова.
Oпштина се налази на надморској висини од 806 m.